# アスコット競馬場 (オーストラリア)
アスコット競馬場（英: Ascot Racecourse）はオーストラリア・西オーストラリア州のパース市アスコットにある競馬場である。

## 概要
パース市街地から8キロほど東に位置している。
1848年にJ.W.ハーディの所有地であるグローブファームに建設。4年後の1852年に西オーストラリアターフクラブ（現在のパースレーシング）が設立され、翌1853年に初の競馬開催が行われ現在に至る。

## コース
左回り芝コースの1周2000mで最後の直線は300mである。
1コーナー付近に3mの上り坂、2コーナー付近に緩やかに1mの上り坂があり、3コーナー過ぎに4mの下り坂がある。
芝コースの内側にはダートコースも設置されているが調教用に使用される。

## 主な競走
G1競走
- レイルウェイステークス
- ウインターボトムステークス
- ノーザリーステークス

G2競走
- ウェストオーストラリアンダービー
- C.B.コックスステークス
- カラカッタプレート
- パースカップ
- ウェストオーストラリアンギニー

G3競走
- WATCサイヤーズプロデュース
- ウェストオーストラリアンオークス
- ウェストオーストラリアンチャンピオンフィリーズステークス
- ザ・ゴールドラッシュ
- ローマカップ
- プリンスオブウェールズステークス
- ジムクラックステークス
- R.J.ピーターズステークス

## 交通
- バーズウッド駅からアスコット競馬場正門口行きのシャトルバスが競馬開催日に運行されている。
- パース空港からは車で15分程度である。